# Stefano Sposetti
Stefano Sposetti (Milão, 22 de dezembro de 1958) é um astrônomo suíço e prolífico descobridor de asteróides e planetóides.
É radicado no município de Gnosca no cantão do Tessino, Suíça.
O asteroide 22354 Sposetti foi assim nomeado em sua homenagem.

## Ligação externa
- Página pessoal